# Herbert MacKay-Fraser
Herbert MacKay-Fraser era un pilot de curses automobilístiques nascut el 23 de juny de 1927 a Pernambuco, Brasil, però que corria pels Estats Units i que va morir el 14 de juliol de 1957.
MacKay va participar en un únic Gran Premi de Fórmula 1,de la temporada de 1957 el Gran Premi de França corregut el 7 de juliol.
A la cursa del GP es va haver de retirar i no va aconseguir cap punt pel campionat del món de pilots.
Una setmana més tard, MacKay va morir al xocar amb el seu Lotus quan disputava la Coupe de Vitesse al circuit de Reims-Gueux.

## Resultats a la F1
| Any  | Equip                    | Cotxe   | Motor          | 1   | 2   | 3   | 4       | 5   | 6   | 7   | 8   | WDC | Punts |
| ---- | ------------------------ | ------- | -------------- | --- | --- | --- | ------- | --- | --- | --- | --- | --- | ----- |
| 1957 | Owen Racing Organisation | BRM P25 | BRM Straight-4 | ARG | MON | 500 | FRA Ret | GBR | ALE | PES | ITA | -   | 0     |